# RubyGems
RubyGems는 루비 프로그래밍 언어를 위한 패키지 관리자이다. 루비 프로그램들과 라이브러리들을 배포하기 위한 표준 포맷을 제공한다. 그 외에 gems의 설치를 쉽게 관리하도록 설계된 도구와 이들을 배포하기 위한 서버도 제공한다. RubyConf 2004 기간 중 Chad Fowler, Jim Weirich, David Alan Black, Paul Brannan, Richard Kilmer에 의해 개발되었다.

## 같이 보기
- 패키지 관리자
- Npm (소프트웨어)